# Franjevački samostan Uzvišenja Sv. Križa i svetište sv. Nikole Tavelića u Sarajevu
Franjevački samostan Uzvišenja Sv. Križa i svetište Nikole Tavelića, jedna od kuća Franjevačke provincije Bosne Srebrene, nalazi se u Sarajevu, u Kovačićima u Sarajevu, ali u MZ Grbavici. Jedan je od triju samostana ove franjevačke provincije u Sarajevu, uz onaj na Bistriku i u Nedžarićima. Samostan je posvećen Uzvišenju Sv. Križa.

## Namjena
Danas je ovdje Franjevački međunarodni studentski centar, uprava provincije te još nekoliko organizacija kojedjeluju.

## Povijest
Međunarodni studentski centar nastao je na temeljima Franjevačkog samostana sv. Nikole Tavelića.
Franjevačka bogoslovija u Sarajevu nalazila se u samostanu sv. Ante od 1909. pa sve do 1968. godine. Od 1942. do 1947. nalazila se na Kovačićima). Od 1968. je u Nedžarićima.
Zgrada ovog samostana (bogoslovije) izgrađena je 1940. – 42. godine. Projektirao ju je arhitekt Franjo Lavrančić.
1947. su godine ondašnje jugokomunističke vlasti protjerale Upravu Franjevačke provincije zajedno s profesorima i studentima. Zgradu su oteli Crkvi presudom vrhovnog suda NR BiH kojom je zgrada samostana i Teologije u Kovačićima s crkvom i svim nekretninama prešla je u vlasništvo Državnog Erara. Provincijala je osuđen na naplatu ratne dobiti. Zgradu su morali napustiti do 3. svibnja 1947. god. Pravno samostan kao ustanova nije bio ukinut.
Od tog su franjevačkog samostana napravili Poljoprivredni i šumarski fakultet, a crkvu zatvorili i pretvorili u učionicu. U velikosrpskoj agresiji na BiH stara je zgrada stradala. Zapaljena je tijekom rata više puta i skoro potpuno uništena. Nakon vrata vlastima se nije isplatilo popravljati ruševine pa su samostan vratile provinciji Bosni Srebrenoj.
Franjevci nisu čekali nego su prionuli na obnovu. Godine 1997. su pošli s pripremom obnove. Statički je riješeno 75% zgrade. 
Crkvu je ponovo posvetio uzoriti kardinal Vinko Puljić 14. studenoga 2013. godine.
Financijski su obnovu pomogla razna ministarstva, domaća i inozemna te razne udruge, poduzeća, pojedinci. U desetak je godina u obnovu uloženo 8 milijuna KM, a za dovršenje planiranog treba 13 milijuna KM.

## Poveznice
- Franjevački samostan sv. Ante na Bistriku
- Franjevački samostan sv. Pavla u Nedžarićima